# فييلي تشابيل
فييلي تشابيل (بالفرنسية: Vieille-Chapelle)‏ هي بلدية تقع في إقليم باد كاليه من منطقة نور با دو كاليه في شمال فرنسا. تبلغ مساحة هذه المدينة 3.41 (كم²)، وترتفع عن سطح البحر 18 م، يبلغ عدد سكانها 726 نسمة حسب إحصاء المعهد الوطني للإحصاء والدراسات الاقتصادية سنة 2009 م. وترأس Jean-Michel Desse البلدية خلال فترة (2008-2014).